# 自稱男人的小甘美眉♂
《自稱男人的小甘美眉♂》是由寺井赤音創作的偽娘題材戀愛喜劇日本漫画作品，自2017年6月17日起於讲谈社旗下雜誌《少年Magazine Edge》連載，並由講談社集結為單行本出版。該作講述偽娘小甘（あまちん）愛慕兒時玩伴上下巽（上下タツミ），試圖以裝扮與可愛行為令其喜歡上自己的故事。該作因標題人物而受讀者與評論者好評，並獲「下一部人氣漫畫大賞2018」提名。

## 概要
該作是以日本石川縣為背景的偽娘題材愛情喜劇漫畫。主人公甘澤心（甘澤こころ）暱稱小甘，是外表甜美、喜愛女裝的男高中生，常被誤認為女性而獲兒時玩伴上下巽等男同學喜歡。小甘愛慕上下巽，並試圖以可愛方式贏得上下巽。

## 創作與出版
該作由寺井赤音撰文與繪畫，2017年6月17日（2017年7月號）起在講談社的漫畫雜誌《少年Magazine Edge》連載。該作在2022年4月中斷，同年10月號重新連載。
2017年11月16日起，講談社將該作集結為單行本出版。第4卷有通常版與電子特裝版，電子特裝版附有描繪與小甘約會的彩色插畫寫真集。2019年起，臺灣的東立出版社出版該作中文譯本。
2021年12月25日，紀念漫畫銷量累計達50萬部的宣傳影片公開，五十嵐裕美為小甘配音。

### 單行本
| 卷數 | 讲谈社         | 讲谈社              | 東立出版社    | 東立出版社         |
| 卷數 | 發售日期       | ISBN                | 發售日期      | ISBN               |
| ---- | -------------- | ------------------- | ------------- | ------------------ |
| 1    | 2017年11月16日 | ISBN 978-4065104903 | 2019年7月22日 | ISBN 9789572619599 |
| 2    | 2018年5月7日   | ISBN 978-4065114735 |               |                    |
| 3    | 2018年11月15日 | ISBN 978-4065136652 |               |                    |
| 4    | 2019年5月16日  | ISBN 978-4065157527 |               |                    |
| 5    | 2019年11月15日 | ISBN 978-4065176214 |               |                    |
| 6    | 2020年5月15日  | ISBN 978-4065195383 |               |                    |
| 7    | 2020年11月17日 | ISBN 978-4065214329 |               |                    |
| 8    | 2021年5月17日  | ISBN 978-4065232477 |               |                    |
| 9    | 2021年11月17日 | ISBN 978-4065259580 |               |                    |
| 10   | 2023年3月16日  | ISBN 978-4065310441 |               |                    |
| 11   | 2023年6月15日  | ISBN 978-4065319291 |               |                    |

## 迴響
該作獲得普遍好評，並獲「下一部人氣漫畫大賞2018」提名。該作亦受讀者歡迎，在2020年女性參與者占70%的「最希望哪部漫畫動畫化」問卷調查中獲得第15名。該作商業成績良好，單行本第1卷發行後的一個月內一直保持pixiv銷售量第一，單行本前3卷在2019年5月前即獲再版。
評論者對主人公的可愛表示喜愛。music.jp驚艷於作品中小甘可愛、純情、略微H的形象，以及上下巽與其他角色有趣鮮明的形象，稱其為「偉大又令人耳目一新的偽娘漫畫」。稱該作為必讀的偽娘漫畫，讚賞小甘外表與厚顏的鮮明對比，稱其比女性可愛，比男性大膽，並讚賞對小甘與上下巽關係的描述，認為其獨特而有趣。honcierge（ホンシェルジュ）還認為該作中的對比很有趣，如第1卷封面中看似可愛女性的主人公出現在男廁，並讚賞其他角色及其設計，認為角色脫穎而出，作者能畫出既可愛又酷的角色。Magmix（マグミクス）將本作推薦給喜歡喜劇漫畫的讀者。

## 外部連結
- 官方网站（日語）